# Meyronne
Meyronne település Franciaországban, Lot megyében. Lakosainak száma 264 fő (2022. január 1.). Meyronne Creysse, Lacave, Montvalent, Rocamadour és Saint-Sozy községekkel határos.

## Népesség
A település népességének változása:
| Lakosok száma | 251  | 201  | 210  | 295  | 287  | 291  | 278  | 269  | 263  | 264  |
|               | 1968 | 1982 | 1990 | 2006 | 2013 | 2015 | 2017 | 2019 | 2020 | 2022 |